# 네거티브 (사진)

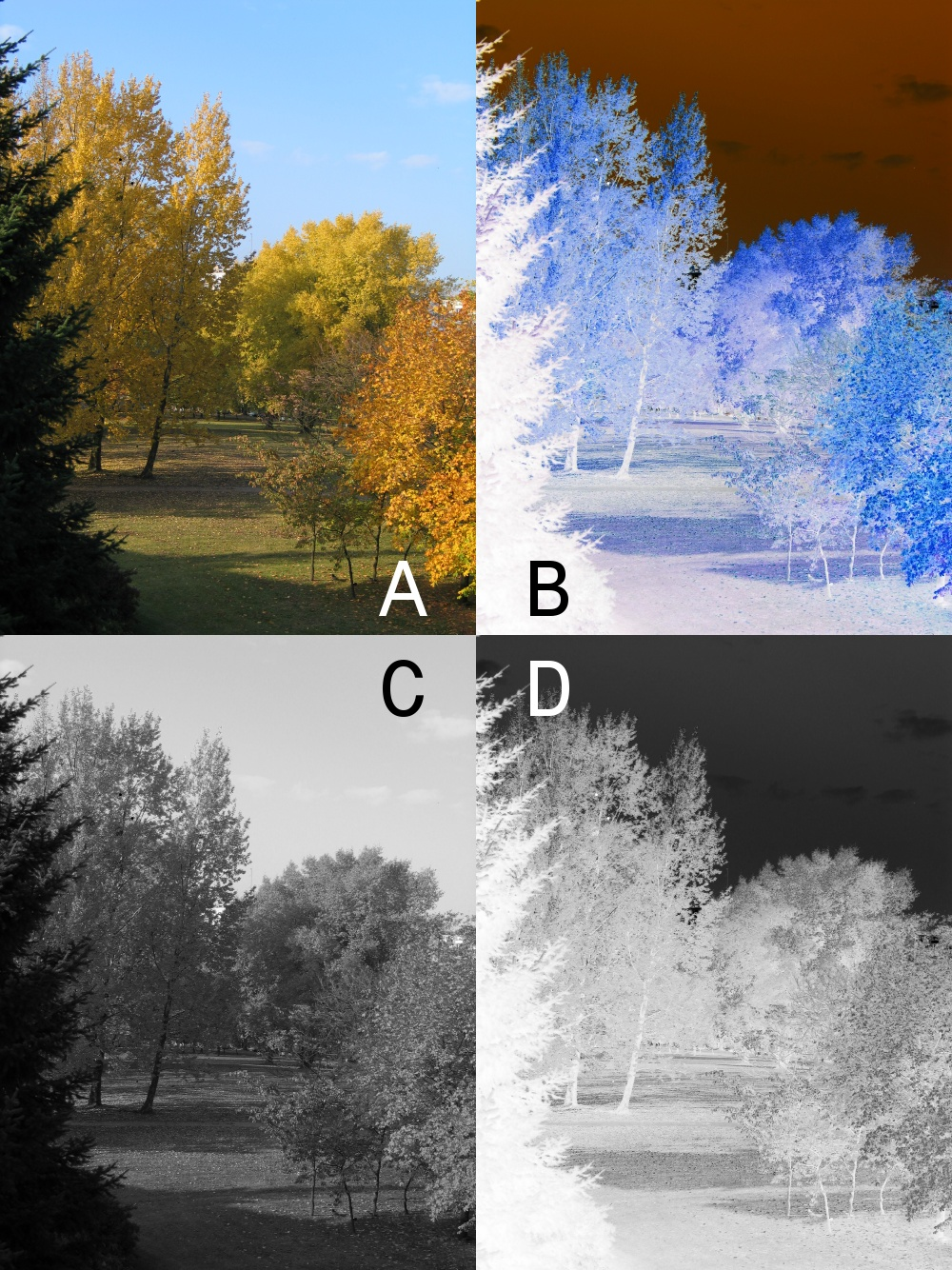
칼라 포지티브 사진 (A) 그리고 네가티브 (B),흑백 포지티브 사진 (C) 그리고네가티브 (D)

네가 필름(negative film)이란 사진기에 사용되는 일련의 투명한 플라스틱 필름을 말하며, 네가티브란 그 필름을 이용하여 사진을 촬영하면, 플라스틱 필름위에 생기는 이미지며, 이미지의 밝은 부분일수록 실제로는 가장 어두운 부분이며, 가장 어두운 부분일수록 실제로는 가장 밝은 부분이다.

## 네가티브

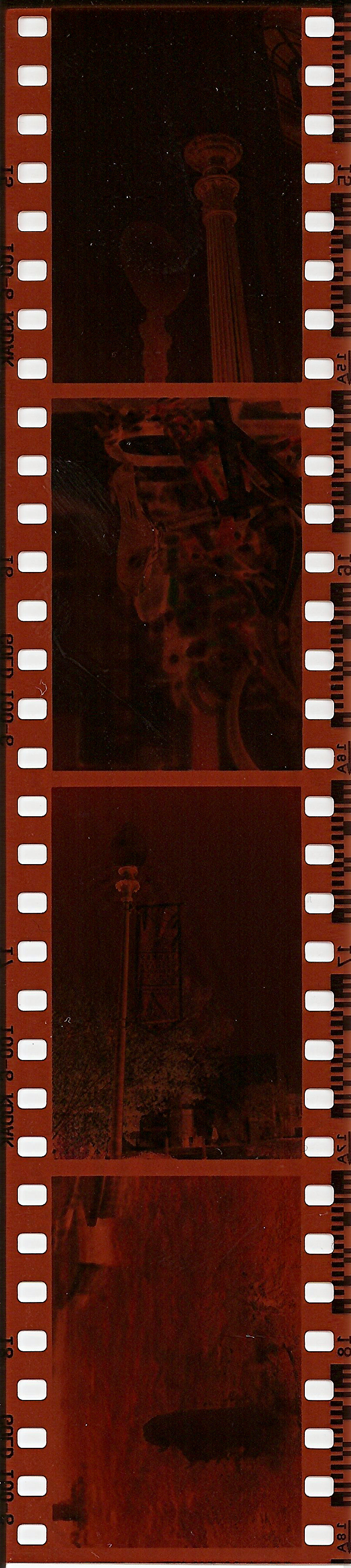
A 35 mm 필름 스트립.

135 필름 카메라를 위한 필름은 길고 좁은 화학적으로 코팅된 플라스틱 내지 셀룰로스 아세테이트이다. 사진을 촬영하면 필름에 이미지가 생성된후, 필름 스트립이 전진하여 비 노출 필름 상태로 대기하여 다음 이미지를 만들 수 있다. 노출된 필름을 현상하면, 길고 좁은 네가티브 이미지의 필름 스트립이 된다. 이 스트립은 사용상의 편의를 위하여 컷트된다.